# Danil Lavréntiev
Danil Olégovich Lavréntiev (en ruso: Данил Олегович Лаврентьев; Kurgán, 11 de abril de 2003) es un deportista ruso que compite en judo. Ganó dos medallas en el Campeonato Europeo de Judo, en los años 2024 y 2025, ambas en la categoría de –73 kg.

## Palmarés internacional
| Campeonato Europeo | Campeonato Europeo     | Campeonato Europeo | Campeonato Europeo |
| Año                | Lugar                  | Medalla            | Categoría          |
| ------------------ | ---------------------- | ------------------ | ------------------ |
| 2024               | Zagreb (Croacia)       | Medalla de plata   | –73 kg             |
| 2025               | Podgorica (Montenegro) | Medalla de oro     | –73 kg             |